# Terry Kingston
Terence John Kingston, detto Terry (Cork, 19 settembre 1963), è un ex rugbista a 15 e allenatore di rugby a 15 irlandese, attivo in tre edizioni della Coppa del Mondo tra il 1987 e il 1995.

## Biografia
Cresciuto a Cork, entrò nel 1984 nella relativa sezione provinciale di Munster; con tale selezione ebbe uno dei suoi momenti sportivamente più qualificanti quando la Nazionale australiana, nel corso del suo tour del 1992 da campione del mondo, fu sconfitta per 19-22 a Limerick.
Ancora senza presenze in Nazionale irlandese, fu convocato nella rosa che prese parte nel 1987 alla I Coppa del Mondo in Australia e Nuova Zelanda, debuttando in corso di competizione a Wellington contro il Galles; fu anche presente nella rosa del 1991 e 1995 (quest'ultima da capitano) e disputò la sua trentesima e ultima partita per l'Irlanda al Parco dei Principi di Parigi contro la Francia nel Cinque Nazioni 1996.
Fu a Munster fino al 1997 e capitano della squadra che prese parte alla prima Heineken Cup nel 1995, dopodiché smise l'attività; dedicatosi alla dirigenza aziendale, ha ricoperto saltuariamente ruoli da allenatore a livello locale e, nel 2008, anche internazionale allorché fu invitato nello staff tecnico del Portogallo come allenatore della mischia.